# Richard Ledgett

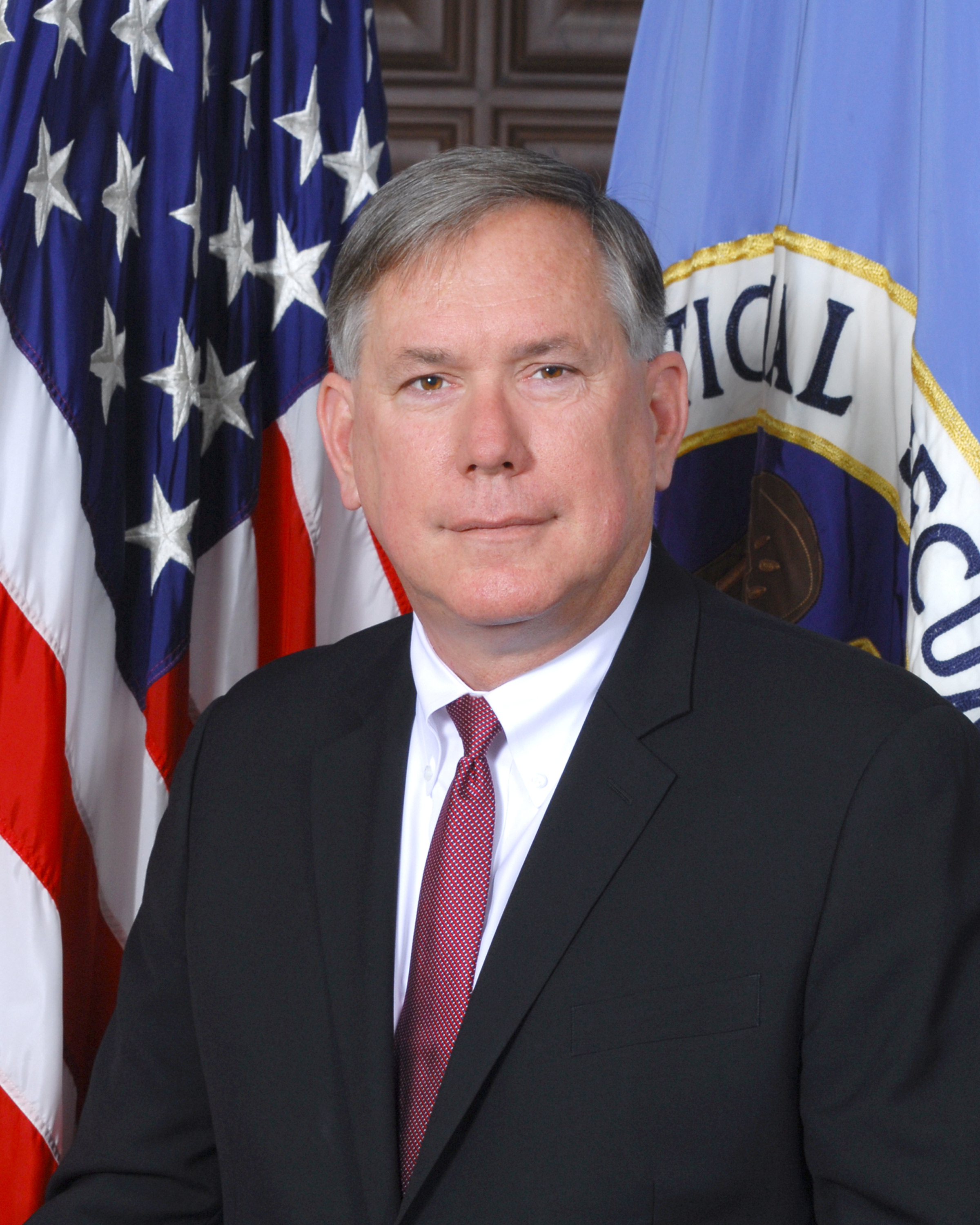
Richard Ledgett

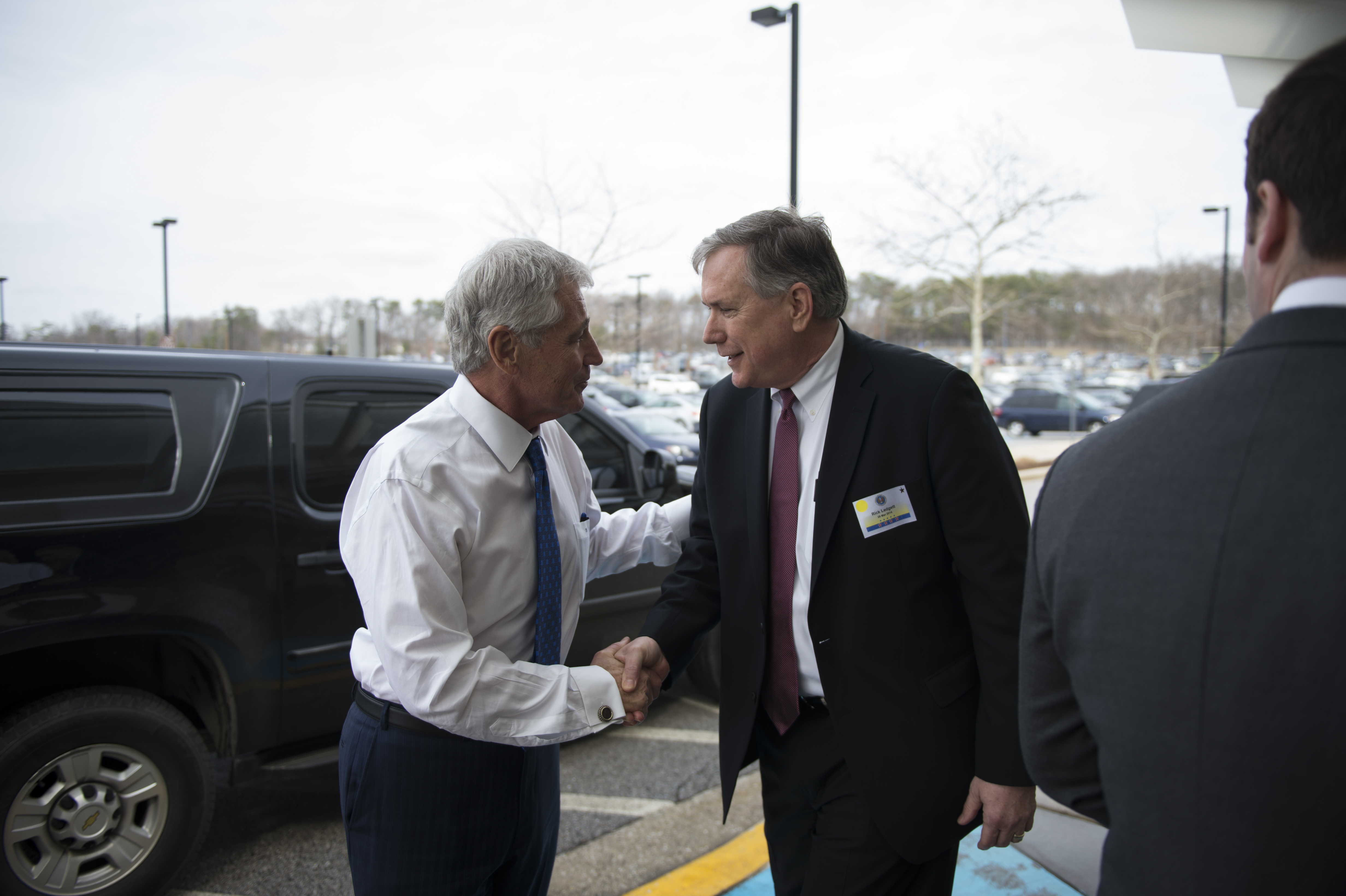
Richard Ledgett 2014 mit Chuck Hagel

Richard H. Ledgett (* 1958 in Crownsville, Maryland) ist ein ehemaliger amerikanischer Geheimdienstler.

## Leben
Ledgett erwarb einen Master of Science in Strategic Intelligence am National Defense Intelligence College in Washington, D.C. und der George Washington University. Weiterhin studierte er Psychologie (B.Sc.) an der University at Albany, The State University of New York.
Legett war für fast elf Jahre bei der US Army im SIGINT tätig.
Ledgett begann seine Karriere 1988 bei der National Security Agency direkt nach der Karriere bei der US Army. Von 2002 bis 2005 war Ledgett Chief, NSA/CSS Pacific, anschließend war der Beamte Assistant Deputy Director for Data Acquisition von 2005 bis 2006. Die nächste Station bis 2009 war Deputy Director for Data Acquisition, wo er dann bis 2010 wechselte zum  Deputy Director for Analysis and Production. Er hat von 2010 bis 2012 für das Office of the Director of National Intelligence gearbeitet. Von 2012 bis 2013 war er Director of the NSA/CSS Threat Operations Center. Er war von Anfang 2014 bis 2017 stellvertretender Direktor der National Security Agency. Danach wechselte er zur M&T Bank.
Ledgett ist verheiratet und hat drei Kinder.

## Auszeichnungen
- Defense Superior Service Medal[1]
- Defense Distinguished Service Medal[2]
- Defense Meritorious Service Medal[2]